# جرالد لپکاوسکی
جرالد لپکاوسکی (انگلیسی: Gerald Lepkowski) بازیگر استرالیایی-اسکاتلندی تئاتر، سینما و تلویزیون است. وی دانش‌آموختۀ آکادمی هنرهای نمایشی استرالیای غربی است.
از فیلم‌ها یا برنامه‌های تلویزیونی که وی در آن نقش داشته‌است، می‌توان به شرق غرب ۱۰۱ و در اشاره کرد.